# Геній (фільм, 1991)
«Геній» (рос. «Гений») — російський радянський фільм 1991 року, з елементами сатири, виробництва студії «Ленфільм». Кінострічка розповідає про талановитого винахідника, який став шахраєм.

## Сюжет
Ленінград, 1991 рік. Сергій Ненашев — кооператор, при цьому талановитий винахідник, автор багатьох рацпропозицій, має безліч авторських свідоцтв, якими обклеєний його туалет. За допомогою свого неабиякого розуму він знайшов собі не зовсім легальний заробіток. Сюжетна лінія фільму розбита на кілька частин:

### Афера
Крім офіційної роботи в кооперативі по продажу овочів і фруктів невизнаний геній Сергій Ненашев («Тато») вирішує заробити шахрайством: азербайджанцям, які торгують квітами на ринку за спекулятивними цінами, він збув фальшиві кімнатні параболічні антени. У цьому йому допомагають дрібні шахраї Костик, Макар і П'єр. При цьому Сергій не врахував, що крім звичайних торговців квітами він зачепив інтереси московського авторитета Гілі («Принца»).

### Таємні зйомки
Шахрайством з «компакт-параболіками» Сергій не обмежився. Вміло налаштувавши записуючий пристрій, він зумів зняти «цікаві фільми» про зв'язок бізнесмена Баєва з повіями і гомосексуальний зв'язок директора театру «На помостах» Архипова з місцевим офіціантом. Цими записами він шантажує своїх жертв. Вміло обхитривши міліцію, він отримує гроші. Правда, в останньому випадку (не без допомоги правоохоронців) йому дістається лише «лялька», але і при цьому він не був пійманий на місці злочину.

### Міліція
Міліціонери давно розробляють справу Ненашева. Вони знають про його витівки, але взяти його на гарячому не вдається: Ненашев щоразу знаходить дотепний спосіб обдурити їх, при цьому ніколи не повторюючи своїх трюків.

### Настя
Настя — звичайна дівчина з робочої скромній сім'ї зі старими звичаями. У неї є подруга-перукарка, у якій Сергій Ненашев постійно стрижеться, при цьому дає пристойні чайові. Побачивши Настю, Сергій закохується в неї. Костік, бажаючи догодити шефові, посилає Насті дорогий букет квітів. В сім'ї Насті розгорається скандал, в результаті якого батько виганяє її з дому, і вона йде до Сергія. Пізніше Настя намагається вплинути на Сергія, щоб він не мав проблем із законом, але події розвиваються дуже швидко і несподівано.

### Наїзд Гілі
Під час роботи овочевого кооперативу продавець Костик намагається обважити простих громадян. Дізнавшись про це, Сергій звільняє Костика. Образившись, той іде до покровителя ошуканих кавказців Гілі-«Принца». Той швидко реагує, ставить на «лічильник» Сергія, при цьому взявши в заручники його дочку від першого шлюбу. Продавши все майно і зайнявши величезні суми у своїх спільників і у батьків Насті, Сергій розплачується з Гілею. Але той замість того, щоб відпустити дівчинку, викрав Настю, вимагаючи нових грошей в іноземній валюті.

### Міліція проти мафії
Сергій не може розплатитися і звертається в міліцію. У шостому управлінні МВС по боротьбі з організованою злочинністю давно бажають упіймати Гілю, а Ненашев для них всього лише дрібний шахрай. Сергій підписує визнання, де описує свої нелегальні справи. Він йде на зустріч з Гілею в його маєтку і приносить гроші, видані в міліції. Гіля заявляє, що цими грошима справа не закрита, і потрібно дещо ще. В цей час працівники міліції з допомогою радіомаяка, захованого в костюмі Сергія, знаходять особняк й штурмують його. Гілю заарештовують. Мормон (охоронець Гілі) взяв в заручники Настю з дочкою Сергія. У перестрілці з Костиком він його вбиває, а Мормона застрелив підполковник УБОЗ Уваров. Сергій, його дочка і Настя залишаються живі. У міліції є визнання Сергія Ненашева — «Генія», і майор Кузьмін збирається заарештувати його, але тут з'ясовується, що свідчення зникли — Сергій написав їх зникаючим чорнилом.

## У ролях

### У головних ролях
- Олександр Абдулов — Сергій Володимирович Ненашев, «Тато»
- Лариса Бєлогурова — Настя Смирнова
- Юрій Кузнецов — майор Андрій Сергійович Кузьмін
- Інокентій Смоктуновський — ватажок мафії Гіля «Принц»

### Другорядні персонажі
- Віктор Іллічов — Макар
- Сергій Проханов — Костик
- Георгій Мартиросян (в титрах вказано як Георгій Мартиросьян) — Мормон
- Ромуальд Макаренко — Ганжа
- Анатолій Кузнецов — Валентин Смирнов, батько Насті
- Валентина Тализіна — Любов Смирнова, мама Насті
- Аркадій Коваль — П'єр
- Володимир Баранов — лейтенант Микола Рижов (молодий оперативник)
- Альгіс Матульоніс (в титрах вказано як Альгіс Матуліоніс) — підполковник Уваров
- Віктор Костецький — майор Іван Важин
- Лев Лемке — професор Натансон
- Габріель Воробйов — офіціант
- Борис Клюєв — Олександр Олександрович Архипов (директор театру «На помостах»)
- Віктор Смирнов — Олексій Миколайович Баєв
- Михайло Морозов — Федір Култаков
- Тамара Шемпель — дружина Баєва
- Лев Вігдоров — Алік Мансуров
- Закір Мамедов — Закір
- Артур Арутюнян — «Валет»
- Данило Сергєєв — Юрка
- Аліна Михайлова — Наташка, донька Сергія
- Анастасія Мельникова — співробітниця міліції

У ролях камео:
- Леонід Ярмольник
- Андрій Макаревич
- Михайло Жванецький
- Йосип Кобзон
- Юрій Лужков
- Олена Батуріна
- Наталія Варлей
- Петро Підгородецька
- Михайло Задорнов
- Олександр Градський
- Микола Караченцов
- Олександр Збруєв
- Олег Газманов
- Андрій Ургант
- Сергій Станкевич
- Михайло Мішин
- Сергій Соловйов

## Знімальна група
- Автор сценарію: Ігор Агеєв
- Режисер: Віктор Сергєєв
- Оператор: Сергій Сидоров
- Художник: Євген Гуков
- Композитор: Едуард Артем'єв
- Соло на гітарі: Андрій Макаревич
- Пісня на вірші Геннадія Шпаликова